# Trentyn Flowers
Trentyn Levi Flowers, né le  8 mars 2005 à Towson dans le Maryland, est un joueur américain de basket-ball évoluant au poste d'ailier. Il mesure 2,00 m.

## Biographie

### Carrière professionnelle

#### Clippers de Los Angeles (depuis 2024)
Il signe un contrat two-way avec les Clippers de Los Angeles en juillet 2024. Son contrat two-way est renouvelé en juillet 2025.